# Jakob Dylan

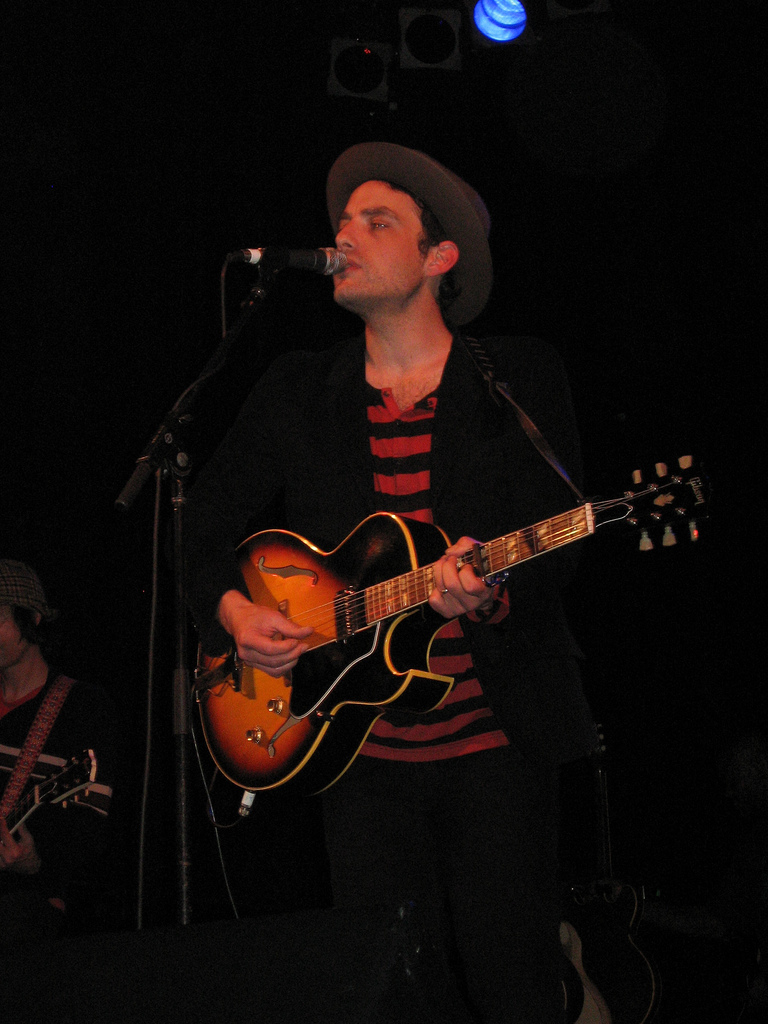
Jakob Dylan (2007)

Jakob Luke Dylan (* 9. Dezember 1969 in New York City) ist ein US-amerikanischer Singer-Songwriter. Bekannt wurde Dylan als Sänger und Songschreiber der Band The Wallflowers, danach machte er als Solokünstler auf sich aufmerksam.

## Leben
Jakob Dylan ist der jüngste Sohn aus der Ehe von Bob und Sara Dylan. 1992 heiratete Dylan seine Jugendliebe Nicole Paige Denny. Die Hochzeitsfeier fand auf Sara Dylans Anwesen statt. Heute lebt Jakob mit seiner Familie in Los Angeles und Pennsylvania. Dylan hat vier Söhne.

## The Wallflowers
Seine Karriere als Sänger startete Jakob Dylan als Frontman der Rockband The Wallflowers. Die Gruppe gründete sich 1990. Ihr Debütalbum erschien 1992. 1996 erschien das Album Bringing Down The Horse. Das Album wurde über vier Millionen Mal verkauft (doppelt so oft wie das Album seines Vaters Blood on the Tracks).
Im November 2002 veröffentlichte die Band ihr viertes Studio-Album, Red Letter Days (RLD). RLD war das erste Wallflowers-Album, auf dem Sänger Jakob Dylan einen Großteil der Gitarren-Parts selbst übernahm.
2012 folgte das Album Glad All Over. Das 9 Jahre später im Jahr 2021 veröffentlichte Album Exit Wounds ist das bislang letzte Album der Wallflowers.
Jakob Dylan gewann mit The Wallflowers 1998 zwei Grammy Awards.

## Solokarriere
Jakob Dylan schloss 2006 einen Vertrag mit dem Musiklabel Columbia Records als Solokünstler.
Dylan schrieb den Song Here Comes Now als Soundtrack für die Serie Six Degrees und arbeitete mit anderen Künstlern zusammen.
Seit September 2007 arbeitete Dylan an seinem ersten Solodebütalbum, das von Rick Rubin produziert wurde. Das Album Seeing Things wurde am 13. Mai 2008 veröffentlicht. Seeing Things ist ein klassisches, im Sound reduziertes und rein akustisches Folk-Album. Der Großteil der Songs setzt sich thematisch mit dem Thema „Krieg“ auseinander.
2008 ging Jakob Dylan mit seiner Begleitband – den Gold Mountain Rebels – auf Tour, die ihn im Oktober 2008 auch nach Europa führte. In Deutschland spielte er in München, Berlin, Hamburg und Köln.
Daneben war er im August 2008 auch im Vorprogramm von Eric Clapton zu sehen.
Im April 2010 kam Jakob Dylans zweites Solo-Album heraus. Women + Country wurde produziert von T Bone Burnett, der auch schon beim Wallflowers-Album Bringing Down the Horse als Produzent tätig war. Musikalisch sind die Songs von Women + Country als Americana einzuordnen. Die Songs sind geprägt von Bläsern, Pedal Steel und von den Background Vocals der Singer-Songwriterinnen Neko Case und Kelly Hogan, die auf den meisten Songs des Albums zu hören sind.